# Zheroquadro Radenska/Saison 2010
Dieser Artikel listet Erfolge und Mannschaft des Radsportteams Zheroquadro Radenska in der Saison 2010 auf.

## Erfolge in der Continental Tour
| Datum    | Rennen                                      | Kat. | Sieger         |
| 25. Juni | Kroatische Meisterschaft – Einzelzeitfahren | NC   | Matija Kvasina |

## Zugänge – Abgänge
| Zugänge             | Team 2009           | Abgänge       | Team 2010   |
| ------------------- | ------------------- | ------------- | ----------- |
| Guillermo Bongiorno | CSF Group-Navigare  | Mitja Mahorič | Adria Mobil |
| Matija Kvasina      | Loborika            | Gašper Mulej  | Unbekannt   |
| Alberto Di Lorenzo  | A-Style Somn (2008) | Blaž Zun      | Unbekannt   |
| Manuele Caddeo      | Neoprofi            |               |             |
| Pawel Kotschetkow   | Neoprofi            |               |             |
| Luka Mezgec         | Neoprofi            |               |             |
| Klemen Pibernik     | Neoprofi            |               |             |
| Omar Sottocornola   | Neoprofi            |               |             |

## Mannschaft
| Name                | Geburtstag        | Nationalität |
| ------------------- | ----------------- | ------------ |
| Andi Bajc           | 14. November 1988 | Slowenien    |
| Guillermo Bongiorno | 29. Juli 1978     | Argentinien  |
| Manuele Caddeo      | 2. März 1986      | Italien      |
| Alberto Di Lorenzo  | 22. April 1982    | Italien      |
| Robert Jenko        | 15. April 1990    | Slowenien    |
| Pawel Kotschetkow   | 7. März 1986      | Russland     |
| Nejc Košir          | 10. Juli 1990     | Slowenien    |
| Matija Kvasina      | 4. Dezember 1981  | Kroatien     |
| Luka Mezgec         | 27. Juni 1988     | Slowenien    |
| Klemen Pibernik     | 19. Dezember 1991 | Slowenien    |
| Erik Poljaneč       | 25. Januar 1990   | Slowenien    |
| Boštjan Rezman      | 12. Dezember 1980 | Slowenien    |
| Omar Sottocornola   | 19. Juli 1988     | Italien      |
| Klemen Stimulak     | 20. Juli 1990     | Slowenien    |
| David Tratnik       | 2. August 1982    | Slowenien    |
| Jan Tratnik         | 23. Februar 1990  | Slowenien    |